# 稲田眞幹
稲田 眞幹（いなだ まさもと、1994年1月27日 - ）は、大阪府大阪市出身の映画監督。

## 主な作品

### 監督作品
- トオリ雨（中篇、自主制作） Passing Shower（2015年）
- 小噺（短編、自主制作） Kobanashi（2016年）

## 主な受賞
- 2016年 第19回京都国際学生映画祭 最終審査員 坂本安美賞『トオリ雨』[1]
- 2016年 第4回なら国際映画祭  NARAwave 入選『トオリ雨』[2]
- 2017年 第8回ラブストーリー映画祭 入選『トオリ雨』http://lovefestival.org/----参照
- 2016年 第8回オイド短編映画祭 本選上映『小噺』http://fourthfloor.sub.jp----参照